# Dewoitine D.770
Le Dewoitine D.770 était un prototype d'avion d'assaut bimoteur de la fin des années 1930, conçu par la SNCAM afin de proposer un successeur au Breguet Br.693. Encore en essais lors de l'éclatement de la bataille de France, l'avion ne fut pas achevé ni produit.
Dimensions

## Conception et développement
En août 1937, le service technique de l'aéronautique, branche du ministère de l'Air français, émit une demande pour un avion d'assaut léger, afin de répondre au manque criant de bombardiers dans l'aviation militaire française. La Société Nationale des Constructions Aéronautiques du Midi (SNCAM) proposa alors un appareil bimoteur triplace, dont deux exemplaires prototypes furent commandés, le Dewoitine D.770 et D.771, propulsés respectivement par deux moteurs Hispano-Suiza 12Y V12, et deux Gnome-Rhône 14N.
Entretemps, le besoin de plus en plus pressant d'avions poussa le ministère de l'Air a ordonner l'adaptation du Breguet Br.690 en appareil d'attaque, avec une commande ferme de 200 exemplaires en juin 1938.
Au printemps 1939, le premier prototype de D.770 était achevé à l'usine SNCAM de Toulouse. L'appareil était entièrement construit en métal et possédait des ailes cantilever, ainsi qu'un train rétractable. 
L'armement de l'avion était constitué par deux mitrailleuses de 7,5 millimètres et un canon de 20 mm situé dans le nez de l'appareil; ainsi que deux mitrailleuses ventrales, et une dernière MAC 1934 en position dorsale. L'avion pouvait en outre emporter jusqu'à huit bombes de 50 kilos dans la soute. 
Le D.770 effectua son vol inaugural le 27 juin 1939 avec le pilote d'essai Marcel Doret. L'appareil se montra capable d'atteindre une bonne vitesse, mais le prototype souffrit de problèmes de refroidissement du moteur et d'une mauvaise stabilité. En outre, le travail de mise au point de l'avion fut particulièrement lent, à tel point que les essais n'étaient toujours pas terminés en juin 1940, lorsque la capitulation de la France survint. 
Entretemps, le gouvernement s'était désintéressé du projet, préférant se concentrer sur les plus prometteurs Bloch MB.175 et Breguet Br.693, notamment grâce à leur capacité d'emport plus importante. 
Les deux prototypes déjà terminés furent alors ferraillés en 1941.